# Ambrogio Contarini
Ambrogio Contarini (* 1429 in Venedig; † 1499 ebenda) war ein venezianischer Diplomat und Reisender des 15. Jahrhunderts.

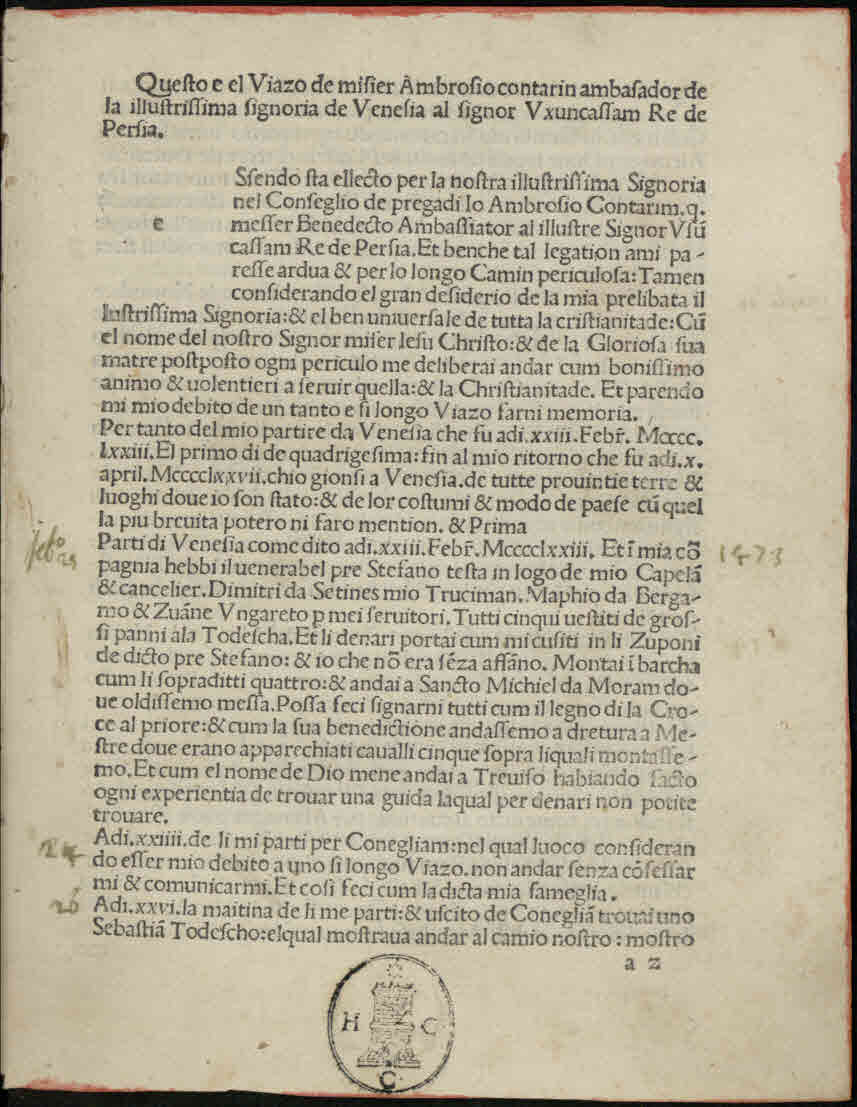
Viaggio al signor Usun Hassan re di Persia, 1487

Contarini entstammte einer venezianischen Patrizierfamilie und war ein Sohn des Benedetto Contarini di Luca. Er war Kaufmann und lebte bis zum Zweiten Venezianischen Türkenkrieg 1463 in Konstantinopel. 1474 ging er in diplomatischer Mission nach Persien, um dort ein Bündnis gegen die osmanischen Türken zu schließen. Contarini bereiste das heutige Österreich, Polen, die Ukraine und die Krim und kam schließlich 1475 in Isfahan an, wo er Giosafat Barbaro traf, der ein Jahr zuvor ausgesandt worden war. 1476 wurde er nach erfolgloser Mission wieder aufgefordert abzufahren. Über Tiflis, Astrachan und Südrussland kam Contarini 1477 wieder in Venedig an. Er hinterließ einen genauen Bericht dieser Reise mit dem Titel: Questo e el viazo de misier Ambrosio Contarin ambasador de la illustrissima signoria de Venesia al signor Uxuncassam Re di Persia (etwa: Über den Besuch des Monsieur Ambrogio Contarini, dem Botschafter der illustren Stadt Venedig, bei Signore Uxuncassam, dem König von Persien). Er erschien  1486 erstmals im Druck. Eine zweite Ausgabe mit dem Titel Itinerario del Magnifico et Clarissimo messer Ambrosio Contarini (etwa: Reisebeschreibung des großartigen und ausgezeichneten Herrn Ambrosio Contarini) findet sich in dem Sammelwerk Navigationi et Viaggi (Venedig, 1554) von Giovan Battista Ramusio.